# Bonava
Bonava ist ein international tätiger Projektentwickler im Haus- und Wohnungsbau mit Sitz in Stockholm, Schweden. Das Unternehmen ist im Jahr 2016 unter dem Dach des schwedischen Bau- und Immobilienkonzerns NCC entstanden und seit Juni 2016 an der Stockholmer Börse Nasdaq gelistet. 1964 als Industriebau Fürstenwalde gegründet, ist das Unternehmen inzwischen seit fast 60 Jahren im deutschen Immobilienmarkt aktiv.
Bonava ist der erste Wohnprojektentwickler in Europa, dessen Klimaziele von der Science Based Targets Initiative (SBTi) bestätigt wurden. Als erster Wohnprojektentwickler Deutschlands verpflichtete sich Bonava 2019 den Zielen des Weltklimarats und wird seine CO2-Emissionen bis 2030 um 50 Prozent reduzieren.
Der Unternehmensname Bonava ist ein Kunstwort, das sich aus zwei schwedischen Wörtern zusammensetzt. „bo“ heißt Wohnen und „nav“ ist der Mittelpunkt.

## Märkte
Mit seinen 900 Mitarbeitern entwickelt Bonava Wohnbauprojekte in Deutschland, Schweden, Finnland, Estland, Lettland und Litauen und erwirtschaftete 2024 einen Umsatz von 700 Millionen Euro.  Bonavas Aktien und Green Bond sind an der Börse Nasdaq in Stockholm gelistet.

## Bonava in Deutschland
In Deutschland ist Bonava vor allem in den Wachstumsregionen der Städte Berlin, Hamburg, Köln/Bonn, Stuttgart, Leipzig und Dresden sowie in den Metropolregionen Rhein-Ruhr, Rhein/Main, Rhein-Neckar und auch entlang der Ostseeküste tätig. 